# بنتلی سری-تی

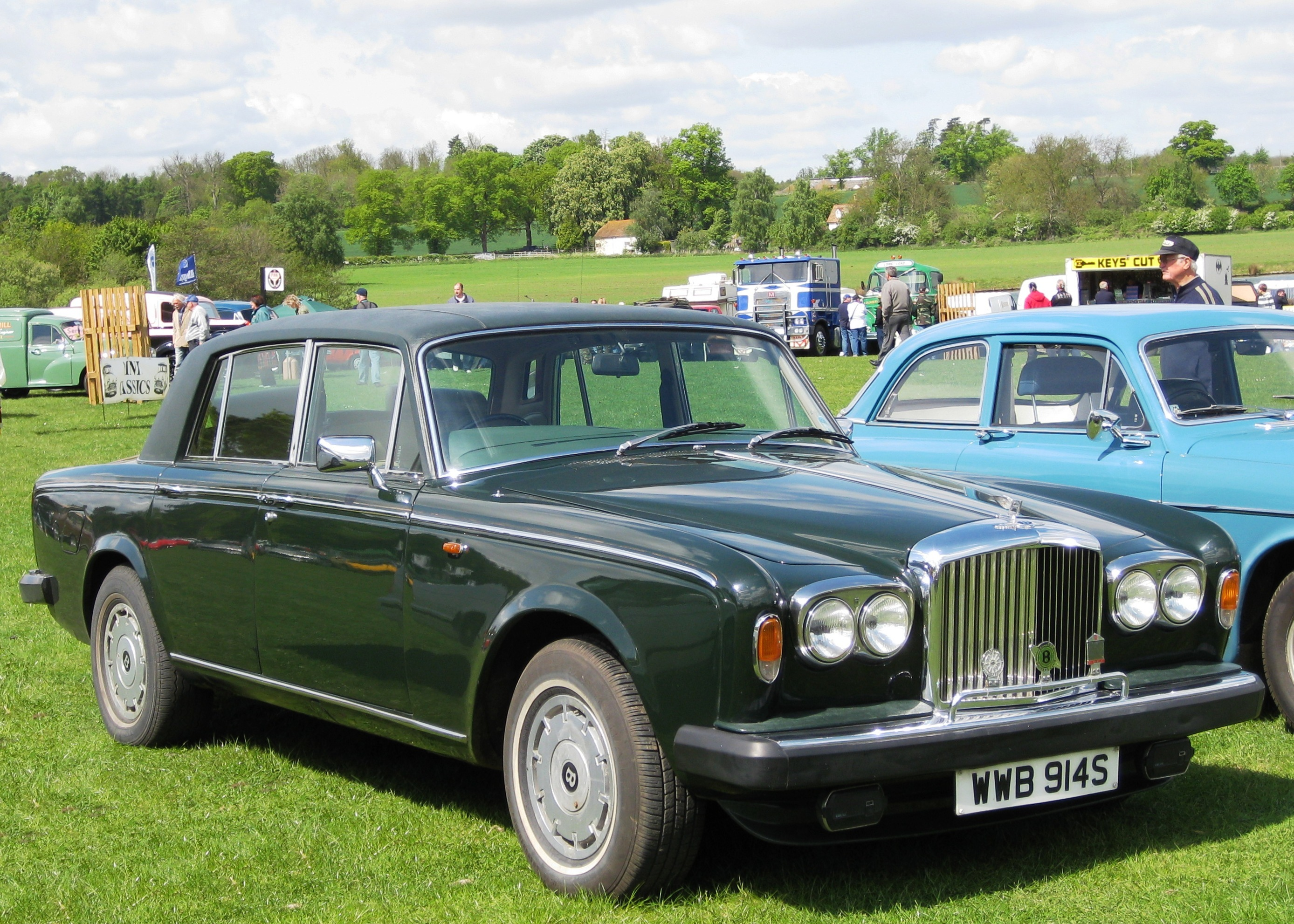

بنتلی سری-تی (به انگلیسی: Bentley T-series) یک سری خودرو است که در سال‌های ۱۹۶۵ تا ۱۹۸۰ توسط شرکت بنتلی انگلستان تولید شده‌است.
طول آن در حالت طبیعی ۲۰۳٫۵ اینچ (۵٬۱۷۰ میلیمتر)، عرض آن در حالت طبیعی ۷۱ اینچ (۱٬۸۰۰ میلیمتر) و ارتفاع آن در حالت طبیعی ۵۹٫۷۵ اینچ (۱٬۵۱۸ میلیمتر) است.
موتور آن ۶۲۳۰ سی‌سی است.

## نگارخانه

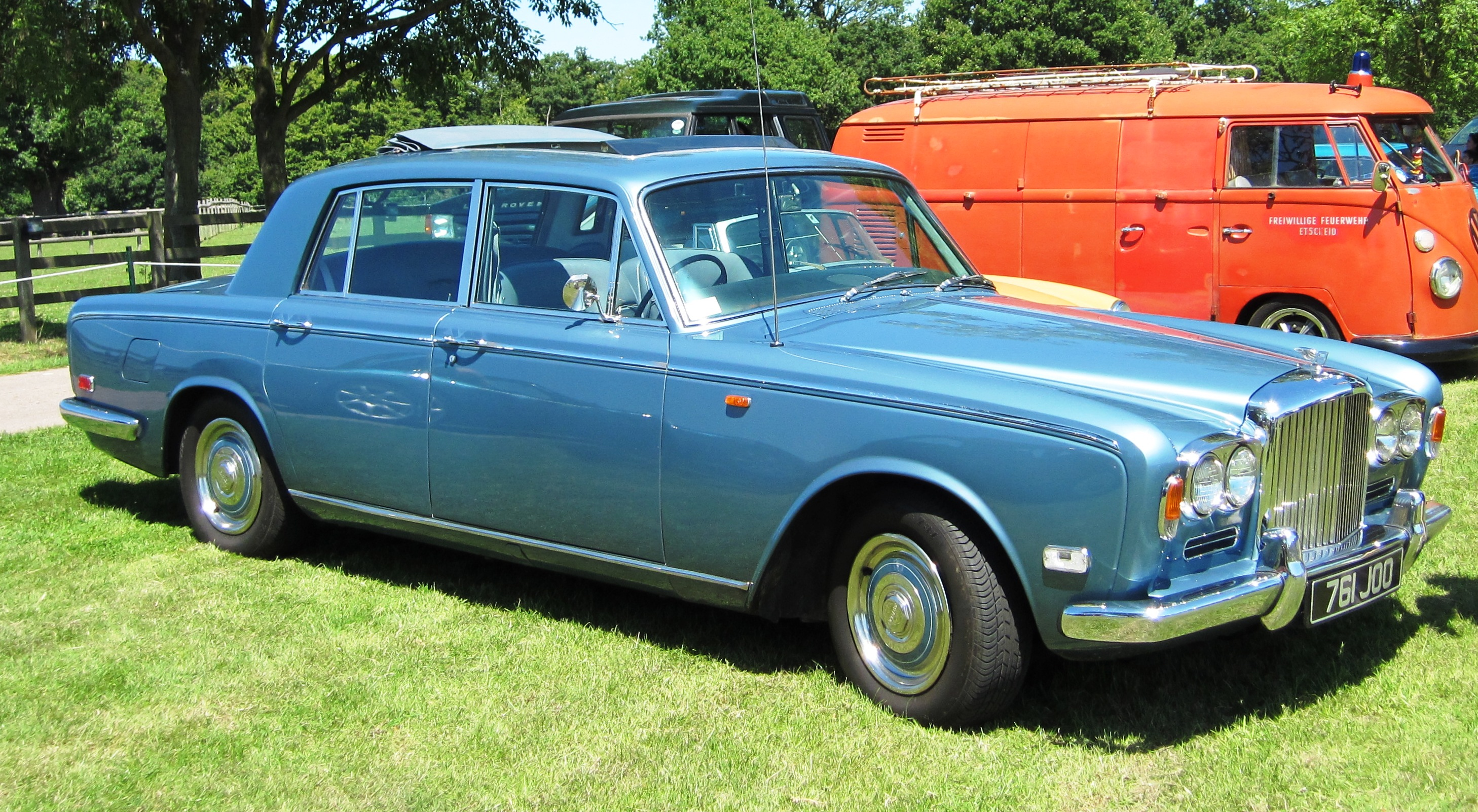
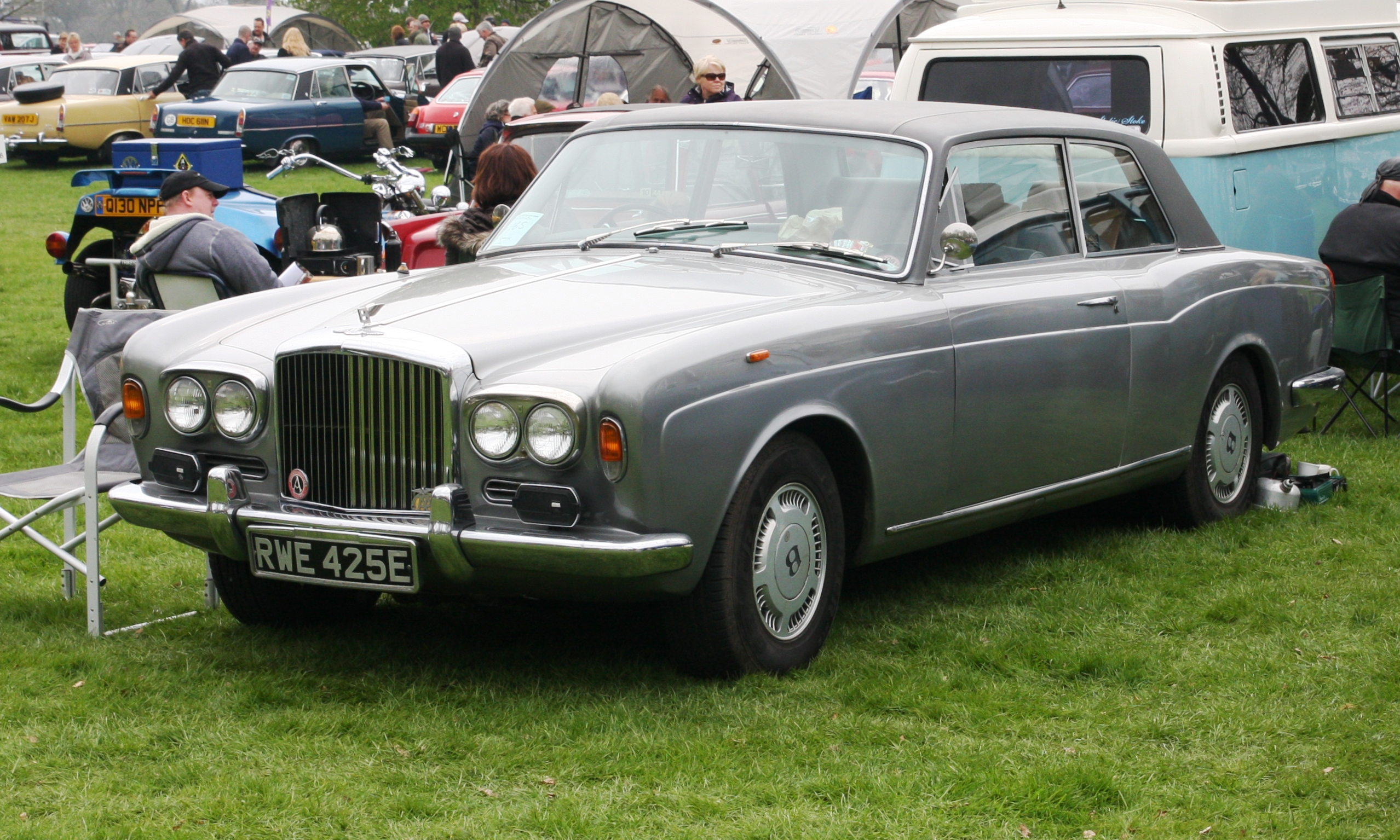
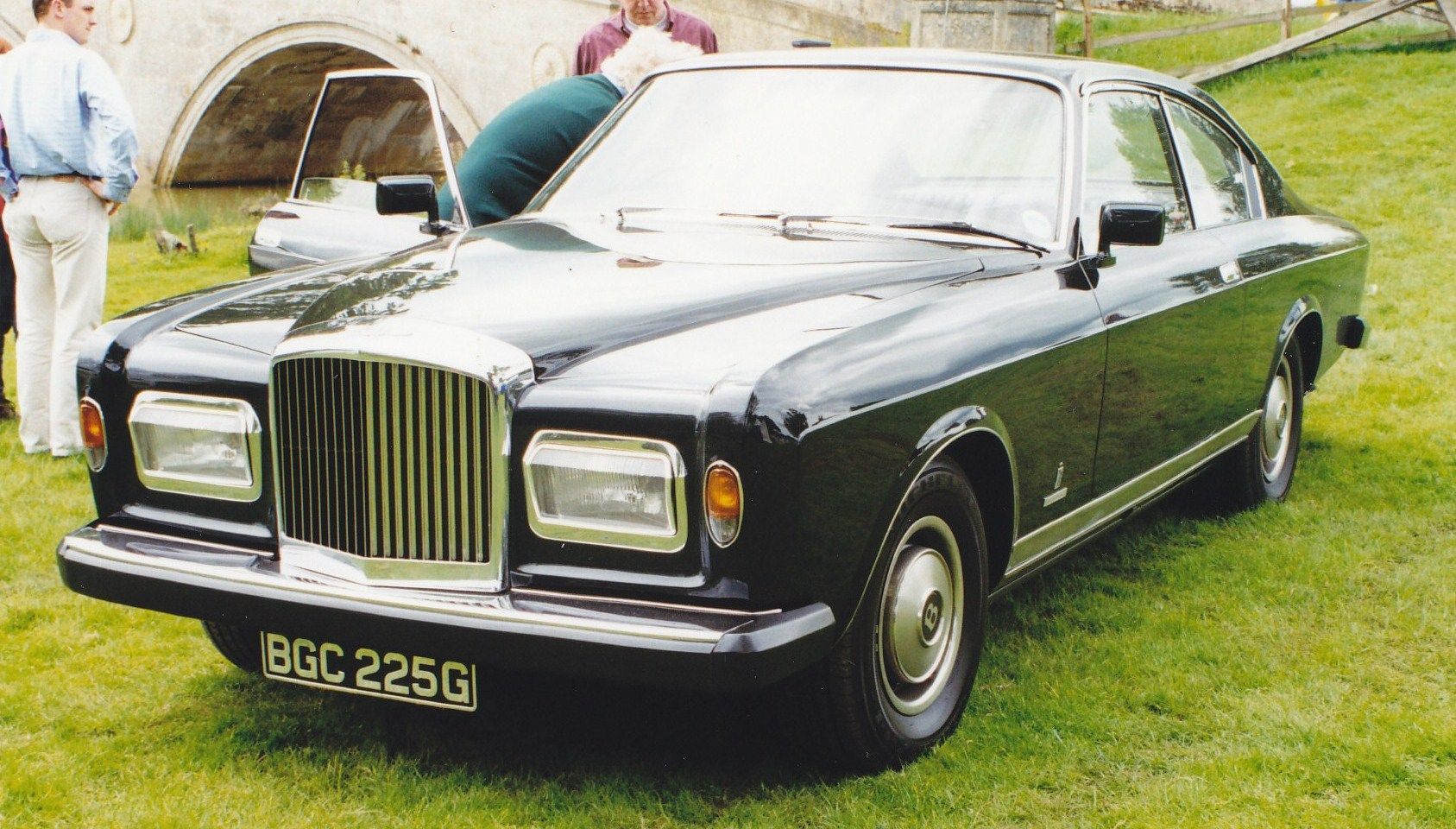
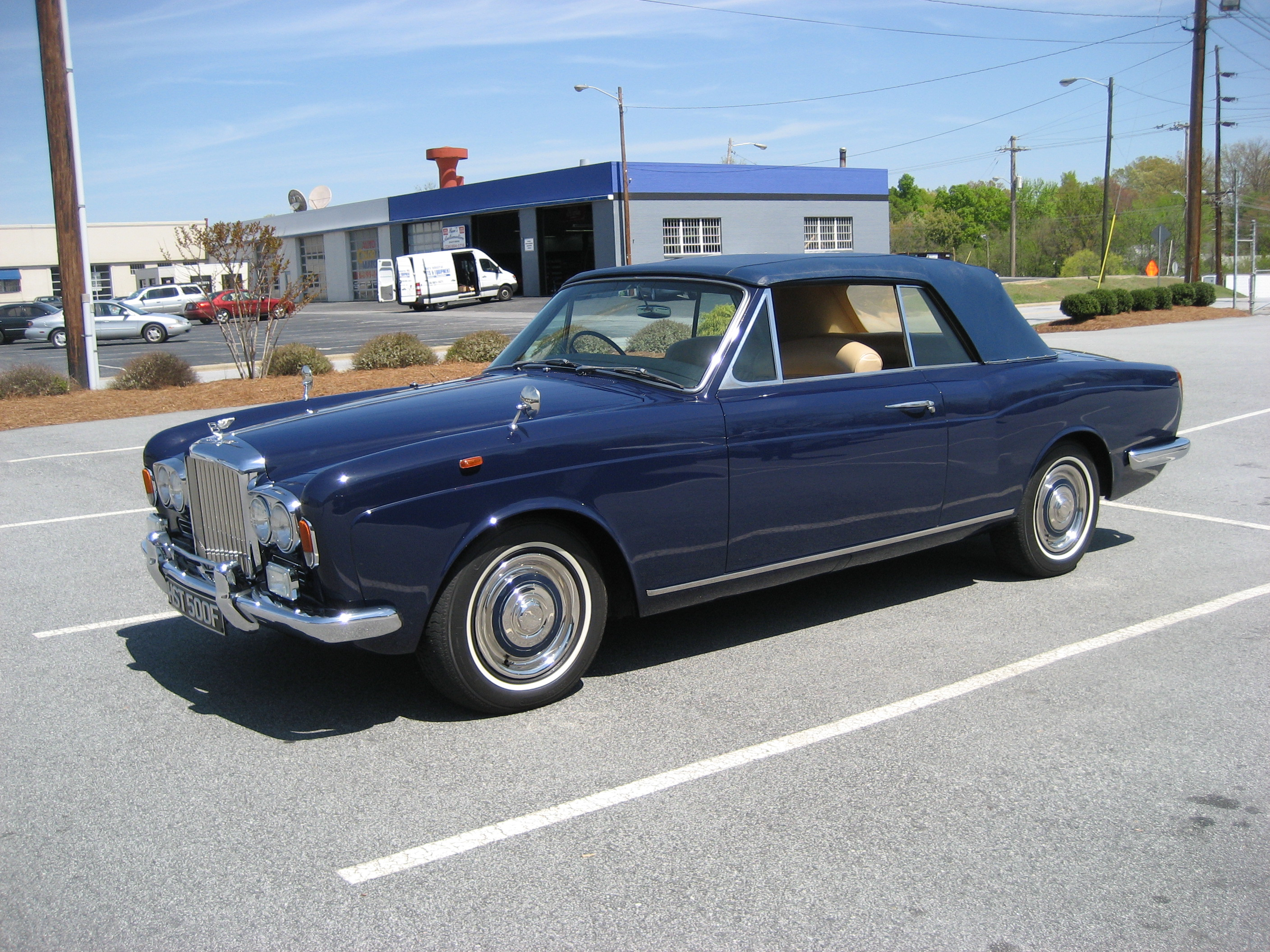